# Eiken-beukenbos met wilde hyacint
Het eiken-beukenbos met wilde hyacint (Endymio-Fagetum) is een associatie uit het beuken-verbond (Fagion sylvaticae). De associatie omvat bosplantengemeenschappen die voorkomen op voedselrijke, lemige bodems, die gekenmerkt worden door een boomlaag gedomineerd door beuk, geen of een zeer beperkte struiklaag en een weinig diverse kruidlaag met wilde hyacint als aspectbepalende soort.
Deze associatie is in Nederland onbekend en in Vlaanderen zeldzaam. Desondanks herbergt Vlaanderen een groot deel van de oppervlakte van dit bostype in Europa.
Het eiken-beukenbos met wilde hyacint wordt op de Biologische Waarderingskaart van Vlaanderen als 'Biologisch zeer waardevol' beschouwd.

## Naamgeving en codering
| Endymio non-scriptae-Fagetum sylvaticae |

- Nederlands: Atlantisch neutrofiel eiken-haagbeukenbos
- Frans: Hêtraies et chênaies-hêtraies atlantiques avec Hyacinthoides non-scripta
- Engels: Atlantic beech and beech-oak forests with Hyacinthoides non-scripta
- Corine-code: 41.132 Hêtraies à Jacinthe des bois
- Natura2000-habitattypecode (EU-code): H9130
- BWK-karteringscode: fe

De wetenschappelijke naam Endymio-Fagetum is afgeleid van de botanische namen van twee belangrijke diagnostische plantensoorten van deze associatie. Dit zijn de wilde hyacint (Hyacinthoides non-scripta, syn. Endymion non-scriptus) en de beuk (Fagus sylvatica).
Het eiken-beukenbos met wilde hyacint wordt tegenwoordig ook samen met het eiken-haagbeukenbos met wilde hyacint (Endymio-Carpinetum) onder het beuken-verbond (Fagion sylvaticae) gerekend.

## Fysiognomie
Het eiken-beukenbos met wilde hyacint is een hoog opgaand loofbos met een boomlaag die tot 25 m hoog kan reiken. De struiklaag is meestal weinig ontwikkeld. De kruidlaag telt vooral voorjaarsbloeiers, met dikwijls dominatie van wilde hyacint.
Dit bostype wordt omwille van de open ruimte onder de boomkruinen en de hoge, kaarsrechte beukenstammen ook wel 'hallenbos' of 'kathedraalbos' genoemd.

## Ecologie
Het eiken-beukenbos met wilde hyacint omvat oude maar weinig gestructureerde en meestal soortenarme bossen op rijke leembodems, pH-neutraal, met een goed verteerde en sterk gemineraliseerde humuslaag.

## Verspreiding
Het verspreidingsgebied van het eiken-beukenbos met wilde hyacint is net als dat van het eiken-haagbeukenbos met wilde hyacint beperkt tot het Atlantisch gebied in West-Europa, vooral Noord-Frankrijk, België en Zuid-Engeland.
Vlaanderen herbergt een belangrijk deel van deze oppervlakte en is daarom zeer belangrijk voor dit bostype. Het komt bijna uitsluitend voor in de Leemstreek, vooral ten westen van Brussel: de Vlaamse Ardennen, het West-Vlaams Heuvelland en het Pajottenland. Verder zijn er nog voorbeelden in de streek ten zuiden van Brussel (het Hallerbos en het Zoniënwoud), en zeer plaatselijk in de Zandleemstreek tussen Brussel en Leuven.
In Nederland komt dit bostype niet voor.

## Diagnostische taxa

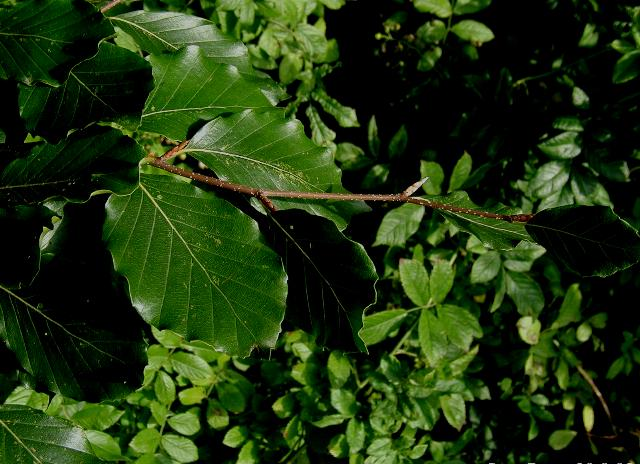
Beuk

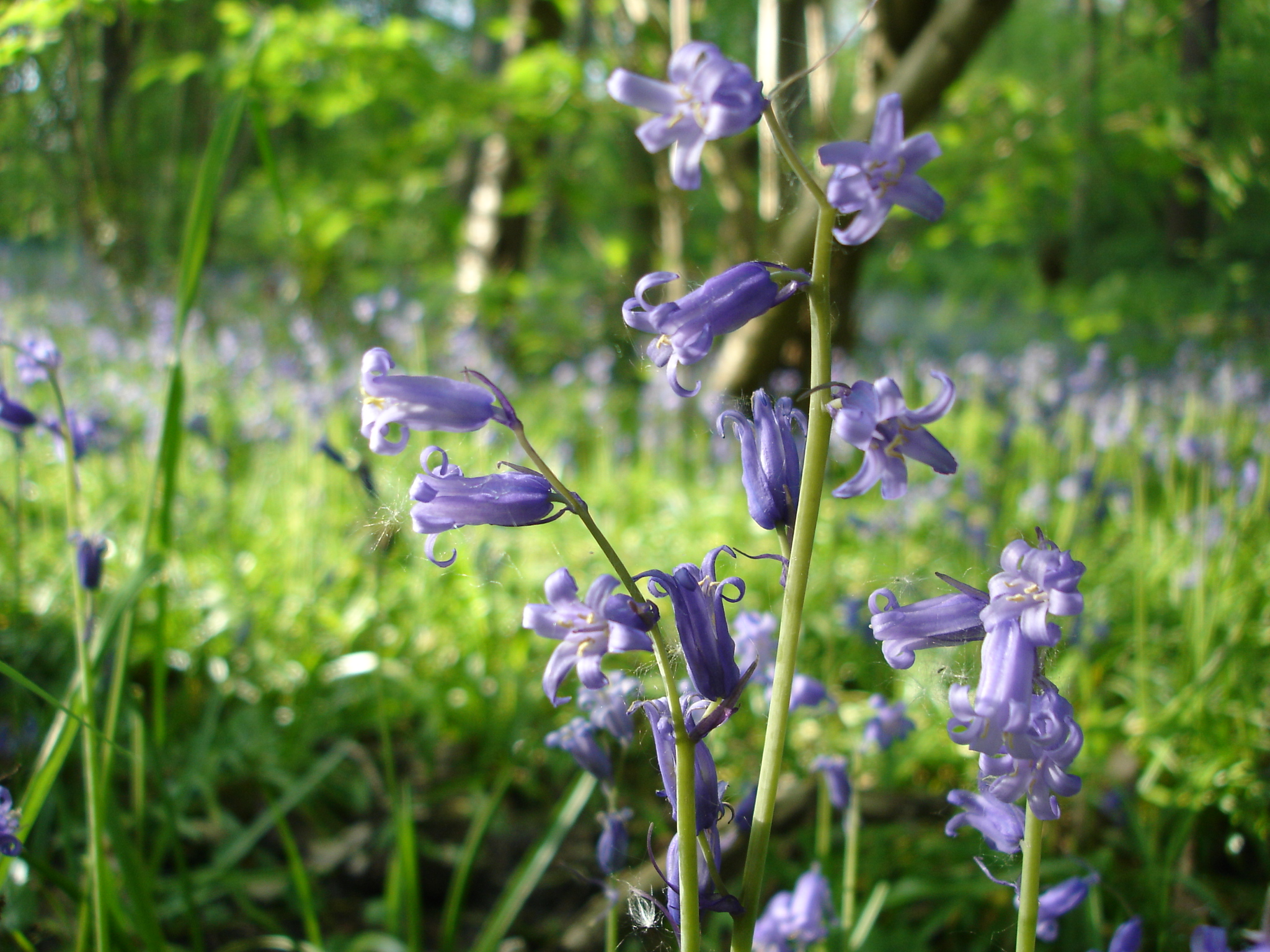
Wilde hyacint

De boomlaag van het eiken-beukenbos met wilde hyacint bestaat vooral uit beuk, andere soorten zijn slechts sporadisch aanwezig. Ook de struiklaag is soortenarm, met soms enkel maar jonge beuken.
De kruidlaag telt slechts één indicatieve soort, de naamgevende wilde hyacint.
Boomlaag
| Kentaxon | Diff.soort | Abundantie      | Triviale naam | Botanische naam |
| -------- | ---------- | --------------- | ------------- | --------------- |
| x        | beuk       | Fagus sylvatica |               |                 |

Struiklaag
| Kentaxon | Diff.soort | Abundantie | Triviale naam | Botanische naam |
| -------- | ---------- | ---------- | ------------- | --------------- |
|          | -          |            |               |                 |

Kruidlaag
| Kentaxon | Diff.soort    | Abundantie                | Triviale naam | Botanische naam |
| -------- | ------------- | ------------------------- | ------------- | --------------- |
| x        | wilde hyacint | Hyacinthoides non-scripta |               |                 |

Moslaag
| Kentaxon | Diff.soort | Abundantie | Triviale naam | Botanische naam |
| -------- | ---------- | ---------- | ------------- | --------------- |
|          | -          |            |               |                 |

## Bedreiging en bescherming
De meeste eiken-beukenbossen met wilde hyacint bevinden zich op voedselrijkere gronden, zijn daardoor weinig gevoelig voor voedselaanrijking, verdroging en verzuring en gedijen het best bij een nulbeheer.
Ze worden in Vlaanderen beschermd door de Habitatrichtlijn.

## Biologische Waarderingskaart
In de Biologische Waarderingskaart (BWK) van Vlaanderen en het Brussels Hoofdstedelijk Gewest staat deze associatie bekend als beukenbos met wilde hyacint (fe).
Dit vegetatietype staat gewaardeerd als 'Biologisch zeer waardevol'.